# Мілонга
Мілонга — швидкий, веселий і пустотливий південноамериканський парний соціальний танець з лінійним просуванням, споріднений танго, однак більш стрімкий. Музичний розмір мілонги — 2/4 або 4/4. Вважається, що вона має італійське, іспанське та африканське коріння.
Мілонгами також називають танцювальні вечори, на яких танцюють аргентинське танго, власне мілонги і танго-вальси і звучить танго-музика. На мілонгах діють свої правила поведінки (кодігос).
Є кілька стилів виконання мілонги:
- мілонга-ліса, технічно відносно проста, з ритмом один крок на такт;
- мілонга-трасп'є, відносно новий стиль, для якого характерна більша кількість перерваних кроків, прискорень і аналогічних прийомів, виконуваних на швидкості у два або чотири рази збільшеній відносно основного ритму або з синкопуванням. Рідше застосовується уповільнення відносно основного ритму.